# Priem (gebedsstonde)
De priem (Latijn: prima hora - het eerste uur) was van de vierde eeuw tot 1963 een vastgestelde gebedstijd in het traditionele getijdengebed. De priem of prime (in het Latijn 'prima') wordt meestal rond zes of zeven uur 's ochtends gebeden en volgt op de lauden. Het is het eerste van de zogenaamde kleine uren van het Romeinse breviergebed.
In de vernieuwde liturgie van na het Tweede Vaticaans Concilie is de priem komen te vervallen. In het brevier van de Zalige Johannes XXIII uit 1962 is het behouden gebleven. De priem begint altijd met het vers "Deus, in adiutorium meum intende", waarna de hymne "Iam lucis orto sidere" gebeden wordt. Daarna volgen drie psalmen. Vervolgens komt de lezing van het kapittel, uit 1 Tim. 1, 17. De vertaling hiervan luidt: "Aan de koning van de eeuwen, aan de onvergankelijke, onzichtbare, enige God zij de eer en de glorie tot in alle eeuwigheid! Amen." Nu volgt een responsorium, waarin Christus als Zoon van de levende God om ontferming wordt gevraagd. Er volgt een gebed, waarin God wordt gevraagd om hulp op deze dag, om deze zonder zonde en in Gods wil te volbrengen.
Wanneer de priem in het koor wordt gezongen, volgt nu de lezing van het martyrologium. In het private gebed is dit optioneel. Vervolgens wordt met het gebed "Sancta Maria, et omnes Sancti" om de voorspraak van alle heiligen gevraagd. Vervolgens wordt het vers "Deus, in adiutorium meum intende" driemaal gezegd, waarna het Onzevader wordt gebeden. Hierna volgen gebeden waarin God wordt gevraagd om het werk van deze dag te zegenen. Nu volgt een korte lezing, het kapittel, die met de seizoenen van het kerkelijk jaar wisselt. Vervolgens wordt de zegen gegeven.
De Vrij-Katholieke Kerk hanteert nog steeds de prime. Net zoals de Completen, behoort de prime daar tot de korte diensten, die eventueel door een niet-geestelijke kunnen worden geleid. Deze diensten worden gehouden in een kerk, in een groep of als familiegebed.
Ze worden soms gehouden wanneer het niet mogelijk is om een H. Mis op te dragen of als voorbereiding hiertoe. 
Middeleeuws: metten · lauden · priem · terts · sext · none · vespers · completen

Modern: het inleidend gebed · lezingendienst (metten) · morgengebed (lauden) · middaggebed · avondgebod (vespers) · dagsluiting (completen)